# Copa del Rey de fútbol 2022-23
La Copa del Rey de fútbol 2022-23 fue la edición número 119 de la competición nacional por eliminatorias del fútbol español. Participaron un total de 125 equipos: los 20 equipos que disputaron la Primera la temporada anterior, los 22 equipos que disputaron la Segunda División la temporada anterior, 10 equipos que participaron en Primera Federación, 25 equipos que participaron en Segunda Federación, 25 equipos que participaron en Tercera Federación, los 4 equipos semifinalistas de la Copa Federación y los 20 provenientes de las primeras divisiones regionales.
El Real Betis defendía el título ganado la temporada pasada en la final al Valencia C. F. por penaltis en el Estadio La Cartuja, Sevilla, hasta que el 18 de enero de 2023 lo eliminó en octavos de final el Club Atlético Osasuna en la tanda de penaltis, que a la postre llegó a la final.

## Formato
- 20 equipos de Primera División. Los cuatro clasificados para la Supercopa de España entrarán en la tercera ronda eliminatoria (dieciseisavos de final).
- 21 equipos de Segunda División.
- 10 equipos de Primera RFEF.
- 25 equipos de Segunda RFEF.
- 25 equipos de  Tercera RFEF. Campeones de cada grupo salvo filiales y los siete mejores segundos con mejor coeficiente.
- 4 equipos semifinalistas de la Copa Federación 2022-23.
- 20 equipos de las primeras divisiones regionales. Saldrán de una eliminatoria previa entre los campeones de cada una de las veinte federaciones territoriales.

## Participantes
Participan los equipos de Primera (20) y los equipos no filiales de Segunda (21, todos salvo el Villareal B), los cinco primeros equipos no filiales de cada grupo de Primera RFEF (10 en total), los cinco primeros equipos no filiales de cada grupo de Segunda RFEF (25 en total), los equipos no filiales campeones de cada grupo de Tercera RFEF (18 en total) y los siete mejores segundos (sin tener en cuenta equipos filiales) de toda Tercera RFEF (7), todos ellos de la anterior temporada a la presente edición de la Copa. Además, participan veinte equipos de la máxima categoría territorial provenientes de cada Federación de Ámbito Autonómico (dos en el caso de Andalucía) y los cuatro semifinalistas de la Copa Federación. Se indica con (S) los equipos que participan en la Supercopa y se incorporan en los dieciseisavos de final y se indica con (P) el equipo que se incorpora a la segunda ronda como campeón de la Primera RFEF.
| Temporada 2021-22 | Temporada 2021-22 | Temporada 2021-22 | Temporada 2021-22 | Temporada 2021-22 | Temporada 2022-23                                                    | Temporada 2022-23 |
| 1.ª División (20 equipos) | 2.ª División (21 equipos) | 1.ª RFEF (10 equipos) | 2.ª RFEF (25 equipos) | 3.ª RFEF (25 equipos) | Copa Federación (4 equipos)                                          | 10 Eliminatorias previas Territoriales (20 equipos) |
| Real Madrid C. F.S F. C. BarcelonaS C. Atlético de Madrid Sevilla F. C. Real BetisS Real Sociedad Villarreal C. F. Athletic Club Valencia C. F. S C. A. Osasuna R. C. Celta Rayo Vallecano Elche C. F. R. C. D. Espanyol Getafe C. F. R. C. D. Mallorca Cádiz C. F. Granada C. F. Levante U. D. Deportivo Alavés | U. D. Almería R. Valladolid C. F. S. D. Eibar U. D. Las Palmas C. D. Tenerife Girona F. C. R. Oviedo S. D. Ponferradina F. C. Cartagena R. Zaragoza Burgos C. F. C. D. Leganés S. D. Huesca C. D. Mirandés U. D. Ibiza C. D. Lugo R. Sporting Málaga C. F. S. D. Amorebieta C. F. Fuenlabrada A. D. Alcorcón | - Grupo I Real Racing ClubP R. C. Deportivo de La Coruña Racing C. de Ferrol C. F. Rayo Majadahonda U. D. Logroñés - Grupo II F. C. Andorra Albacete Balompié Gimnàstic de Tarragona Linares Deportivo C. D. Atlético Baleares | - Grupo I Pontevedra C. F. A. D. Unión Adarve C. D. A. Navalcarnero Coruxo F. C. C. D. Palencia Cristo Atlético - Grupo II Sestao River C. Arenas Club Racing Rioja C. F. S. D. Gernika Club A. D. San Juan - Grupo III C. D. Numancia S. C. R. Peña Deportiva C. D. Teruel C. Lleida Esportiu C. D. Ibiza Islas Pitiusas - Grupo IV Córdoba C. F. C. P. Cacereño C. D. Coria A. D. Mérida A. D. Ceuta - Grupo V C. F. Intercity C. F. La Nucía Hércules C. F. Real Murcia C. F. C. D. Eldense | - Grupo I Ourense C. F. - Grupo II C. D. Lealtad - Grupo III R. S. Gimnástica de Torrelavega C. F. Vimenor - Grupo IV S. D. Beasáin - Grupo V C. E. Manresa U. E. Olot - Grupo VI Atlético Saguntino - Grupo VII Las Rozas C. F. - Grupo VIII C. D. Guijuelo S. D. Almazán - Grupo IX Juventud de Torremolinos C. F. C. D. Huétor Tájar - Grupo X R. C. Recreativo de Huelva C. D. Utrera - Grupo XI C. D. Manacor - Grupo XII C. D. Atlético Paso - Grupo XIII Yeclano Deportivo - Grupo XIV C. D. Diocesano - Grupo XV C. A. Cirbonero - Grupo XVI C. D. Arnedo C. D. Alfaro - Grupo XVII Utebo F. C. - Grupo XVIII C. D. Guadalajara C. D. Quintanar del Rey | C. D. Arenteiro U. D. Alzira C. D. San Roque de Lepe Real Unión Club | - Copa A Atlético Lugones Velarde C. F. Turégano C. F. U. D. Barbadás Dínamo de San Juan C. F. C. D. Autol - Copa B C. D. Fuentes C. E. Cardassar C. F. J. Mollerussa C. D. Amigó - Copa C C. D. Rincón Montilla C. F. C. D. Ceuta 6 de Junio C. D. L'Alcora Melilla C. D. C. D. Algar - Copa D Julio Suárez Universitario F. C. C. D. Cazalegas C. D. Los Yébenes San Bruno C. D. Santa Amalia |

## Previa interterritorial
En esta ronda previa, que se jugó el 19 de octubre de 2022, participaron los clasificados de cada una de las diecinueve federaciones territoriales y un representante adicional por Andalucía, emparejados bajo criterios de proximidad geográfica en un sorteo que celebró el lunes 13 de octubre de 2022.
| Local                  | Resultado      | Visitante                        |
| ---------------------- | -------------- | -------------------------------- |
| C. D. Autol            | 1–1 (8:7 pen.) | Dinamo de San Juan C. F.         |
| U. D. Barbadás         | 2–1            | Atlético de Lugones S. D.        |
| Velarde C. F.          | 1–0            | Turégano C. F.                   |
| C. F. J. Mollerussa    | 4–2            | C. E. Cardassar                  |
| C. D. Amigó            | 0–3            | C. D. Fuentes                    |
| C. D. Ceuta 6 de Junio | 0–3            | C. D. L'Alcora                   |
| Montilla C. F.         | 0–0 (3:5 pen.) | C. D Rincón                      |
| C. D. Algar            | 4–1            | Melilla C. D.                    |
| C. D. Cazalegas        | 2–1            | C. D. Los Yébenes San Bruno      |
| C. D. Santa Amalia     | 2–1            | Julio Suárez Universitario F. C. |

## Primera ronda
La disputaron un total de 110 equipos correspondientes cada uno de ellos a: 16 equipos de Primera División, 20 equipos de Segunda División, 19 equipos de Primera Federación, 34 equipos de Segunda Federación, 7 equipos de Tercera Federación, los 4 equipos semifinalistas de la Copa Federación y los 10 equipos ganadores de la previa interterritorial. Quedaron exentos en esta primera eliminatoria el Real Betis, Real Madrid, Valencia C. F. y F. C. Barcelona, que pasaron directamente a Dieciseisavos de final, debido a su participación en la Supercopa de España. También pasó directamente a la siguiente eliminatoria el Racing de Santander por ser ganador del último campeonato de Primera Federación. El sorteo tuvo lugar el 24 de octubre de 2022. Se jugaron un total de 55 partidos, el 12 y 13 de noviembre de 2022. Los ganadores accedieron a la segunda ronda.
| Local                           | Resultado      | Visitante                    |
| ------------------------------- | -------------- | ---------------------------- |
| C. D. L'Alcora                  | 0–3            | Elche C. F.                  |
| Velarde C. F.                   | 0–2            | Sevilla F. C.                |
| C. D. Santa Amalia              | 0–9            | Villarreal C. F.             |
| C. D. Rincón                    | 0–3            | R. C. D. Espanyol            |
| C. D. Autol                     | 0–6            | R. C. D. Mallorca            |
| C. D. Fuentes                   | 1–4            | C. A. Osasuna                |
| C. D. Algar                     | 1–6            | R. C. Celta                  |
| C. D. Cazalegas                 | 1–4            | Real Sociedad                |
| U. D. Barbadás                  | 0–2            | Real Valladolid C. F.        |
| C. F. J. Mollerussa             | 1–3            | Rayo Vallecano               |
| Real Unión                      | 3–2            | Cádiz C. F.                  |
| C. D. Arenteiro                 | 2–0            | U. D. Almería                |
| U. D. Alzira                    | 0–2            | Athletic Club                |
| C. D. San Roque de Lepe         | 2–3 (t. s.)    | Getafe C. F.                 |
| C. D. Quintanar del Rey         | 1–2 (t. s.)    | Girona F. C.                 |
| S. D. Almazán                   | 0–2            | Atlético de Madrid           |
| C. D. Manacor                   | 1–3            | F. C. Andorra                |
| C. F. Vimenor                   | 0–2            | C. D. Mirandés               |
| C. D. Huétor Tájar              | 0–3 (t. s.)    | Albacete Balompié            |
| C. D. Lealtad de Villaviciosa   | 0–2            | C. D. Tenerife               |
| C. D. Las Rozas                 | 0–3            | S. D. Eibar                  |
| S. C. R. Peña Deportiva         | 1–1 (7:8 pen.) | Málaga C. F.                 |
| U. E. Olot                      | 0–4            | Levante U. D.                |
| Yeclano Deportivo               | 2–3            | Granada C. F.                |
| C. D. Guadalajara               | 2–1            | S. D. Ponferradina           |
| C. D. Alfaro                    | 0–1            | F. C. Cartagena              |
| R. C. Recreativo de Huelva      | 0–0 (3:4 pen.) | Burgos C. F.                 |
| C. D. Teruel                    | 0–1            | U. D. Las Palmas             |
| S. D. Gernika Club              | 0–0 (6:5 pen.) | C. D. Leganés                |
| R. S. Gimnástica de Torrelavega | 2–3 (t. s.)    | Real Oviedo                  |
| C. D. Diocesano                 | 1–0            | Real Zaragoza                |
| Juventud de Torremolinos C. F.  | 2–2 (4:2 pen.) | S. D. Huesca                 |
| Arenas Club                     | 1–0            | C. D. Lugo                   |
| C. D. Palencia Cristo Atlético  | 0–2 (t. s.)    | U. D. Ibiza                  |
| S. D. Beasáin                   | 2–3 (t. s.)    | Real Sporting de Gijón       |
| Club Lleida Esportiu            | 0–1            | Deportivo Alavés             |
| C. D. Guijuelo                  | 2–0            | R. C. Deportivo de La Coruña |
| C. D. Atlético Paso             | 1–1 (3:2 pen.) | Real Murcia C. F.            |
| Utebo F. C.                     | 2–2 (3:4 pen.) | A. D. Mérida                 |
| C. P. Cacereño                  | 3–0            | Córdoba C. F.                |
| C. D. Ibiza Islas Pitiusas      | 3–1            | C. F. Rayo Majadahonda       |
| Coruxo F. C.                    | 2–2 (2:4 pen.) | C. D. Eldense                |
| Atlético Saguntino              | 1–0 (t. s.)    | S. D. Amorebieta             |
| C. E. Manresa                   | 1–3            | Pontevedra C. F.             |
| C. D. Coria                     | 2–0            | C. F. Fuenlabrada            |
| A. D. San Juan                  | 0–2            | C. D. Numancia de Soria      |
| Atlético Cirbonero              | 0–1            | C. F. Intercity              |
| C. D. Arnedo                    | 1–1 (4:3 pen.) | C. D. Atlético Baleares      |
| A. D. Unión Adarve              | 1–2            | Linares Deportivo            |
| C. D. A. Navalcarnero           | 1–3 (t. s.)    | U. D. Logroñés               |
| Racing Rioja C. F.              | 0–2            | C. Gimnàstic de Tarragona    |
| Ourense C. F.                   | 1–1 (2:4 pen.) | A. D. Alcorcón               |
| Sestao River Club               | 1–0            | Racing Club de Ferrol        |
| Hércules C. F.                  | 2–4 (t. s.)    | C. F. La Nucía               |
| C. D. Utrera                    | 0–1            | A. D. Ceuta F. C.            |

## Segunda ronda

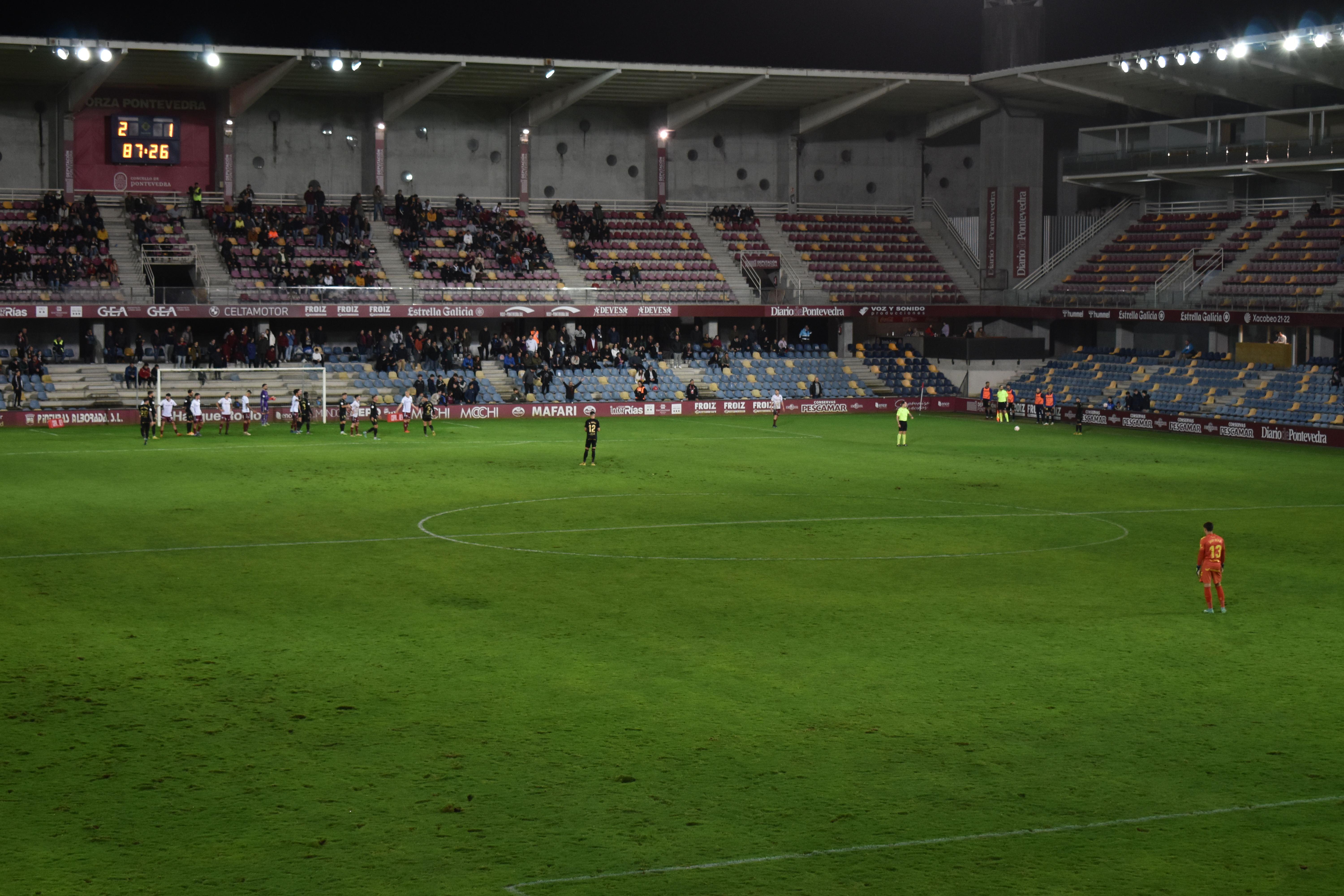
Pontevedra CF-CD Tenerife en Pasarón.

Esta ronda la disputan un total de 56 equipos correspondientes cada uno de ellos a: 14 equipos de primera división, 16 equipos de segunda división, 11 equipos de Primera Federación, 13 equipos de Segunda Federación, 2 equipos de Copa Federación y se incluye el campeón de Primera Federación (quedan exentos los cuatro participantes de la Supercopa). Se jugaron un total de 28 partidos el 20, 21 y 22 de diciembre de 2022. El sorteo tuvo lugar el 16 de noviembre de 2022. Los ganadores accedieron a la ronda de dieciseisavos de final.
| Local                          | Resultado      | Visitante              |
| ------------------------------ | -------------- | ---------------------- |
| Real Unión                     | 0–1            | R. C. D. Mallorca      |
| C. D. Arenteiro                | 1–3            | Atlético de Madrid     |
| Arenas Club                    | 1–5            | Real Valladolid C. F.  |
| C. D. Guadalajara              | 0–3            | Elche C. F.            |
| Juventud de Torremolinos C. F. | 0–3            | Sevilla F. C.          |
| C. D. Arnedo                   | 1–3            | C. A. Osasuna          |
| Sestao River Club              | 0–1            | Athletic Club          |
| Atlético Saguntino             | 0–0 (1:3 pen.) | Rayo Vallecano         |
| C. D. Guijuelo                 | 1–2 (t. s.)    | Villarreal C. F.       |
| S. D. Gernika Club             | 0–3            | R. C. Celta            |
| C. D. Atlético Paso            | 0–1            | R. C. D. Espanyol      |
| C. D. Diocesano                | 0–2            | Getafe C. F.           |
| C. D. Coria                    | 0–5            | Real Sociedad          |
| C. P. Cacereño                 | 2–1            | Girona F. C.           |
| C. D. Ibiza Islas Pitiusas     | 1–0            | S. D. Eibar            |
| Linares Deportivo              | 1–0            | Real Racing Club       |
| C. D. Eldense                  | 1–0            | Burgos C. F.           |
| A. D. Mérida                   | 0–1            | Deportivo Alavés       |
| U. D. Logroñés                 | 0–0 (4:3 pen.) | Albacete Balompié      |
| C. D. Numancia de Soria        | 0–3            | Real Sporting de Gijón |
| A. D. Alcorcón                 | 1–1 (2:4 pen.) | F. C. Cartagena        |
| C. Gimnàstic de Tarragona      | 2–1            | Málaga C. F.           |
| A. D. Ceuta F. C.              | 3–2            | U. D. Ibiza            |
| C. F. Intercity                | 2–0            | C. D. Mirandés         |
| Pontevedra C. F.               | 2–1            | C. D. Tenerife         |
| C. F. La Nucía                 | 0–0 (6:5 pen.) | U. D. Las Palmas       |
| Real Oviedo                    | 1–0            | Granada C. F.          |
| Levante U. D.                  | 2–1            | F. C. Andorra          |

## Cuadro final
|  | Dieciseisavos de final     | Dieciseisavos de final    |                    |                   | Octavos de final             | Octavos de final             |  |                           | Cuartos de final         | Cuartos de final         |  |                       | Semifinales                                                  | Semifinales                                                  | Semifinales                                                  | Semifinales                                                  |  |                   | Final                                            | Final                                            |  |
|  | 3, 4 y 5 de enero de 2023  | 3, 4 y 5 de enero de 2023 |                    |                   | 17, 18 y 19 de enero de 2023 | 17, 18 y 19 de enero de 2023 |  |                           | 25 y 26 de enero de 2023 | 25 y 26 de enero de 2023 |  |                       | 1 y 2 de marzo de 2023 (ida) 5 y 6 de abril de 2023 (vuelta) | 1 y 2 de marzo de 2023 (ida) 5 y 6 de abril de 2023 (vuelta) | 1 y 2 de marzo de 2023 (ida) 5 y 6 de abril de 2023 (vuelta) | 1 y 2 de marzo de 2023 (ida) 5 y 6 de abril de 2023 (vuelta) |  |                   | 6 de mayo de 2023 Estadio de La Cartuja, Sevilla | 6 de mayo de 2023 Estadio de La Cartuja, Sevilla |  |
|  |                            |                           |                    |                   |                              |                              |  |                           |                          |                          |  |                       |                                                              |                                                              |                                                              |                                                              |  |                   |                                                  |                                                  |  |
|  |                            |                           |                    |                   |                              |                              |  |                           |                          |                          |  |                       |                                                              |                                                              |                                                              |                                                              |  |                   |                                                  |                                                  |  |
|  | F. C. Cartagena            | 1                         |                    |                   |                              |                              |  |                           |                          |                          |  |                       |                                                              |                                                              |                                                              |                                                              |  |                   |                                                  |                                                  |  |
|  | F. C. Cartagena            | 1                         |                    |                   |                              |                              |  |                           |                          |                          |  |                       |                                                              |                                                              |                                                              |                                                              |  |                   |                                                  |                                                  |  |
|  | Villarreal C. F.           | 5                         |                    |                   |                              |                              |  |                           |                          |                          |  |                       |                                                              |                                                              |                                                              |                                                              |  |                   |                                                  |                                                  |  |
|  | Villarreal C. F.           | 5                         |                    | Villarreal C. F.  | 2                            |                              |  |                           |                          |                          |  |                       |                                                              |                                                              |                                                              |                                                              |  |                   |                                                  |                                                  |  |
|  |                            |                           |                    | Villarreal C. F.  | 2                            |                              |  |                           |                          |                          |  |                       |                                                              |                                                              |                                                              |                                                              |  |                   |                                                  |                                                  |  |
|  |                            |                           | Real Madrid C. F.  | 3                 |                              |                              |  |                           |                          |                          |  |                       |                                                              |                                                              |                                                              |                                                              |  |                   |                                                  |                                                  |  |
|  | C. P. Cacereño             | 0                         | Real Madrid C. F.  | 3                 |                              |                              |  |                           |                          |                          |  |                       |                                                              |                                                              |                                                              |                                                              |  |                   |                                                  |                                                  |  |
|  | C. P. Cacereño             | 0                         |                    |                   |                              |                              |  |                           |                          |                          |  |                       |                                                              |                                                              |                                                              |                                                              |  |                   |                                                  |                                                  |  |
|  | Real Madrid C. F.          | 1                         |                    |                   |                              |                              |  |                           |                          |                          |  |                       |                                                              |                                                              |                                                              |                                                              |  |                   |                                                  |                                                  |  |
|  | Real Madrid C. F.          | 1                         |                    |                   |                              |                              |  | Real Madrid C. F. (t. s.) | 3                        |                          |  |                       |                                                              |                                                              |                                                              |                                                              |  |                   |                                                  |                                                  |  |
|  |                            |                           |                    |                   |                              |                              |  | Real Madrid C. F. (t. s.) | 3                        |                          |  |                       |                                                              |                                                              |                                                              |                                                              |  |                   |                                                  |                                                  |  |
|  |                            |                           | Atlético de Madrid | 1                 |                              |                              |  |                           |                          |                          |  |                       |                                                              |                                                              |                                                              |                                                              |  |                   |                                                  |                                                  |  |
|  | Levante U. D.              | 3                         | Atlético de Madrid | 1                 |                              |                              |  |                           |                          |                          |  |                       |                                                              |                                                              |                                                              |                                                              |  |                   |                                                  |                                                  |  |
|  | Levante U. D.              | 3                         |                    |                   |                              |                              |  |                           |                          |                          |  |                       |                                                              |                                                              |                                                              |                                                              |  |                   |                                                  |                                                  |  |
|  | Getafe C. F.               | 2                         |                    |                   |                              |                              |  |                           |                          |                          |  |                       |                                                              |                                                              |                                                              |                                                              |  |                   |                                                  |                                                  |  |
|  | Getafe C. F.               | 2                         |                    | Levante U. D.     | 0                            |                              |  |                           |                          |                          |  |                       |                                                              |                                                              |                                                              |                                                              |  |                   |                                                  |                                                  |  |
|  |                            |                           |                    | Levante U. D.     | 0                            |                              |  |                           |                          |                          |  |                       |                                                              |                                                              |                                                              |                                                              |  |                   |                                                  |                                                  |  |
|  |                            |                           | Atlético de Madrid | 2                 |                              |                              |  |                           |                          |                          |  |                       |                                                              |                                                              |                                                              |                                                              |  |                   |                                                  |                                                  |  |
|  | Real Oviedo                | 0                         | Atlético de Madrid | 2                 |                              |                              |  |                           |                          |                          |  |                       |                                                              |                                                              |                                                              |                                                              |  |                   |                                                  |                                                  |  |
|  | Real Oviedo                | 0                         |                    |                   |                              |                              |  |                           |                          |                          |  |                       |                                                              |                                                              |                                                              |                                                              |  |                   |                                                  |                                                  |  |
|  | Atlético de Madrid         | 2                         |                    |                   |                              |                              |  |                           |                          |                          |  |                       |                                                              |                                                              |                                                              |                                                              |  |                   |                                                  |                                                  |  |
|  | Atlético de Madrid         | 2                         |                    |                   |                              |                              |  |                           |                          |                          |  | Real Madrid C. F.     | 0                                                            | 4                                                            | 4                                                            |                                                              |  |                   |                                                  |                                                  |  |
|  |                            |                           |                    |                   |                              |                              |  |                           |                          |                          |  | Real Madrid C. F.     | 0                                                            | 4                                                            | 4                                                            |                                                              |  |                   |                                                  |                                                  |  |
|  |                            |                           | F. C. Barcelona    | 1                 | 0                            | 1                            |  |                           |                          |                          |  |                       |                                                              |                                                              |                                                              |                                                              |  |                   |                                                  |                                                  |  |
|  | A. D. Ceuta F. C.          | 1                         | F. C. Barcelona    | 1                 | 0                            | 1                            |  |                           |                          |                          |  |                       |                                                              |                                                              |                                                              |                                                              |  |                   |                                                  |                                                  |  |
|  | A. D. Ceuta F. C.          | 1                         |                    |                   |                              |                              |  |                           |                          |                          |  |                       |                                                              |                                                              |                                                              |                                                              |  |                   |                                                  |                                                  |  |
|  | Elche C. F.                | 0                         |                    |                   |                              |                              |  |                           |                          |                          |  |                       |                                                              |                                                              |                                                              |                                                              |  |                   |                                                  |                                                  |  |
|  | Elche C. F.                | 0                         |                    | A. D. Ceuta F. C. | 0                            |                              |  |                           |                          |                          |  |                       |                                                              |                                                              |                                                              |                                                              |  |                   |                                                  |                                                  |  |
|  |                            |                           |                    | A. D. Ceuta F. C. | 0                            |                              |  |                           |                          |                          |  |                       |                                                              |                                                              |                                                              |                                                              |  |                   |                                                  |                                                  |  |
|  |                            |                           | F. C. Barcelona    | 5                 |                              |                              |  |                           |                          |                          |  |                       |                                                              |                                                              |                                                              |                                                              |  |                   |                                                  |                                                  |  |
|  | C. F. Intercity            | 3                         | F. C. Barcelona    | 5                 |                              |                              |  |                           |                          |                          |  |                       |                                                              |                                                              |                                                              |                                                              |  |                   |                                                  |                                                  |  |
|  | C. F. Intercity            | 3                         |                    |                   |                              |                              |  |                           |                          |                          |  |                       |                                                              |                                                              |                                                              |                                                              |  |                   |                                                  |                                                  |  |
|  | F. C. Barcelona (t. s.)    | 4                         |                    |                   |                              |                              |  |                           |                          |                          |  |                       |                                                              |                                                              |                                                              |                                                              |  |                   |                                                  |                                                  |  |
|  | F. C. Barcelona (t. s.)    | 4                         |                    |                   |                              |                              |  | F. C. Barcelona           | 1                        |                          |  |                       |                                                              |                                                              |                                                              |                                                              |  |                   |                                                  |                                                  |  |
|  |                            |                           |                    |                   |                              |                              |  | F. C. Barcelona           | 1                        |                          |  |                       |                                                              |                                                              |                                                              |                                                              |  |                   |                                                  |                                                  |  |
|  |                            |                           | Real Sociedad      | 0                 |                              |                              |  |                           |                          |                          |  |                       |                                                              |                                                              |                                                              |                                                              |  |                   |                                                  |                                                  |  |
|  | U. D. Logroñés             | 0                         | Real Sociedad      | 0                 |                              |                              |  |                           |                          |                          |  |                       |                                                              |                                                              |                                                              |                                                              |  |                   |                                                  |                                                  |  |
|  | U. D. Logroñés             | 0                         |                    |                   |                              |                              |  |                           |                          |                          |  |                       |                                                              |                                                              |                                                              |                                                              |  |                   |                                                  |                                                  |  |
|  | Real Sociedad              | 1                         |                    |                   |                              |                              |  |                           |                          |                          |  |                       |                                                              |                                                              |                                                              |                                                              |  |                   |                                                  |                                                  |  |
|  | Real Sociedad              | 1                         |                    | Real Sociedad     | 1                            |                              |  |                           |                          |                          |  |                       |                                                              |                                                              |                                                              |                                                              |  |                   |                                                  |                                                  |  |
|  |                            |                           |                    | Real Sociedad     | 1                            |                              |  |                           |                          |                          |  |                       |                                                              |                                                              |                                                              |                                                              |  |                   |                                                  |                                                  |  |
|  |                            |                           | R. C. D. Mallorca  | 0                 |                              |                              |  |                           |                          |                          |  |                       |                                                              |                                                              |                                                              |                                                              |  |                   |                                                  |                                                  |  |
|  | Pontevedra C. F.           | 0                         | R. C. D. Mallorca  | 0                 |                              |                              |  |                           |                          |                          |  |                       |                                                              |                                                              |                                                              |                                                              |  |                   |                                                  |                                                  |  |
|  | Pontevedra C. F.           | 0                         |                    |                   |                              |                              |  |                           |                          |                          |  |                       |                                                              |                                                              |                                                              |                                                              |  |                   |                                                  |                                                  |  |
|  | R. C. D. Mallorca (t. s.)  | 2                         |                    |                   |                              |                              |  |                           |                          |                          |  |                       |                                                              |                                                              |                                                              |                                                              |  |                   |                                                  |                                                  |  |
|  | R. C. D. Mallorca (t. s.)  | 2                         |                    |                   |                              |                              |  |                           |                          |                          |  |                       |                                                              |                                                              |                                                              |                                                              |  | Real Madrid C. F. | 2                                                |                                                  |  |
|  |                            |                           |                    |                   |                              |                              |  |                           |                          |                          |  |                       |                                                              |                                                              |                                                              |                                                              |  | Real Madrid C. F. | 2                                                |                                                  |  |
|  |                            |                           | C. A. Osasuna      | 1                 |                              |                              |  |                           |                          |                          |  |                       |                                                              |                                                              |                                                              |                                                              |  |                   |                                                  |                                                  |  |
|  | C. D. Ibiza Islas Pitiusas | 1                         | C. A. Osasuna      | 1                 |                              |                              |  |                           |                          |                          |  |                       |                                                              |                                                              |                                                              |                                                              |  |                   |                                                  |                                                  |  |
|  | C. D. Ibiza Islas Pitiusas | 1                         |                    |                   |                              |                              |  |                           |                          |                          |  |                       |                                                              |                                                              |                                                              |                                                              |  |                   |                                                  |                                                  |  |
|  | Real Betis                 | 4                         |                    |                   |                              |                              |  |                           |                          |                          |  |                       |                                                              |                                                              |                                                              |                                                              |  |                   |                                                  |                                                  |  |
|  | Real Betis                 | 4                         |                    | Real Betis        | 2 (2)                        |                              |  |                           |                          |                          |  |                       |                                                              |                                                              |                                                              |                                                              |  |                   |                                                  |                                                  |  |
|  |                            |                           |                    | Real Betis        | 2 (2)                        |                              |  |                           |                          |                          |  |                       |                                                              |                                                              |                                                              |                                                              |  |                   |                                                  |                                                  |  |
|  |                            |                           | C. A. Osasuna (p.) | 2 (4)             |                              |                              |  |                           |                          |                          |  |                       |                                                              |                                                              |                                                              |                                                              |  |                   |                                                  |                                                  |  |
|  | C. Gimnàstic de Tarragona  | 1                         | C. A. Osasuna (p.) | 2 (4)             |                              |                              |  |                           |                          |                          |  |                       |                                                              |                                                              |                                                              |                                                              |  |                   |                                                  |                                                  |  |
|  | C. Gimnàstic de Tarragona  | 1                         |                    |                   |                              |                              |  |                           |                          |                          |  |                       |                                                              |                                                              |                                                              |                                                              |  |                   |                                                  |                                                  |  |
|  | C. A. Osasuna (t. s.)      | 2                         |                    |                   |                              |                              |  |                           |                          |                          |  |                       |                                                              |                                                              |                                                              |                                                              |  |                   |                                                  |                                                  |  |
|  | C. A. Osasuna (t. s.)      | 2                         |                    |                   |                              |                              |  | C. A. Osasuna (t. s.)     | 2                        |                          |  |                       |                                                              |                                                              |                                                              |                                                              |  |                   |                                                  |                                                  |  |
|  |                            |                           |                    |                   |                              |                              |  | C. A. Osasuna (t. s.)     | 2                        |                          |  |                       |                                                              |                                                              |                                                              |                                                              |  |                   |                                                  |                                                  |  |
|  |                            |                           | Sevilla F. C.      | 1                 |                              |                              |  |                           |                          |                          |  |                       |                                                              |                                                              |                                                              |                                                              |  |                   |                                                  |                                                  |  |
|  | Deportivo Alavés           | 1                         | Sevilla F. C.      | 1                 |                              |                              |  |                           |                          |                          |  |                       |                                                              |                                                              |                                                              |                                                              |  |                   |                                                  |                                                  |  |
|  | Deportivo Alavés           | 1                         |                    |                   |                              |                              |  |                           |                          |                          |  |                       |                                                              |                                                              |                                                              |                                                              |  |                   |                                                  |                                                  |  |
|  | Real Valladolid C. F.      | 0                         |                    |                   |                              |                              |  |                           |                          |                          |  |                       |                                                              |                                                              |                                                              |                                                              |  |                   |                                                  |                                                  |  |
|  | Real Valladolid C. F.      | 0                         |                    | Deportivo Alavés  | 0                            |                              |  |                           |                          |                          |  |                       |                                                              |                                                              |                                                              |                                                              |  |                   |                                                  |                                                  |  |
|  |                            |                           |                    | Deportivo Alavés  | 0                            |                              |  |                           |                          |                          |  |                       |                                                              |                                                              |                                                              |                                                              |  |                   |                                                  |                                                  |  |
|  |                            |                           | Sevilla F. C.      | 1                 |                              |                              |  |                           |                          |                          |  |                       |                                                              |                                                              |                                                              |                                                              |  |                   |                                                  |                                                  |  |
|  | Linares Deportivo          | 0                         | Sevilla F. C.      | 1                 |                              |                              |  |                           |                          |                          |  |                       |                                                              |                                                              |                                                              |                                                              |  |                   |                                                  |                                                  |  |
|  | Linares Deportivo          | 0                         |                    |                   |                              |                              |  |                           |                          |                          |  |                       |                                                              |                                                              |                                                              |                                                              |  |                   |                                                  |                                                  |  |
|  | Sevilla F. C.              | 5                         |                    |                   |                              |                              |  |                           |                          |                          |  |                       |                                                              |                                                              |                                                              |                                                              |  |                   |                                                  |                                                  |  |
|  | Sevilla F. C.              | 5                         |                    |                   |                              |                              |  |                           |                          |                          |  | C. A. Osasuna (t. s.) | 1                                                            | 1                                                            | 2                                                            |                                                              |  |                   |                                                  |                                                  |  |
|  |                            |                           |                    |                   |                              |                              |  |                           |                          |                          |  | C. A. Osasuna (t. s.) | 1                                                            | 1                                                            | 2                                                            |                                                              |  |                   |                                                  |                                                  |  |
|  |                            |                           | Athletic Club      | 0                 | 1                            | 1                            |  |                           |                          |                          |  |                       |                                                              |                                                              |                                                              |                                                              |  |                   |                                                  |                                                  |  |
|  | Sporting de Gijón          | 2                         | Athletic Club      | 0                 | 1                            | 1                            |  |                           |                          |                          |  |                       |                                                              |                                                              |                                                              |                                                              |  |                   |                                                  |                                                  |  |
|  | Sporting de Gijón          | 2                         |                    |                   |                              |                              |  |                           |                          |                          |  |                       |                                                              |                                                              |                                                              |                                                              |  |                   |                                                  |                                                  |  |
|  | Rayo Vallecano             | 0                         |                    |                   |                              |                              |  |                           |                          |                          |  |                       |                                                              |                                                              |                                                              |                                                              |  |                   |                                                  |                                                  |  |
|  | Rayo Vallecano             | 0                         |                    | Sporting de Gijón | 0                            |                              |  |                           |                          |                          |  |                       |                                                              |                                                              |                                                              |                                                              |  |                   |                                                  |                                                  |  |
|  |                            |                           |                    | Sporting de Gijón | 0                            |                              |  |                           |                          |                          |  |                       |                                                              |                                                              |                                                              |                                                              |  |                   |                                                  |                                                  |  |
|  |                            |                           | Valencia C. F.     | 4                 |                              |                              |  |                           |                          |                          |  |                       |                                                              |                                                              |                                                              |                                                              |  |                   |                                                  |                                                  |  |
|  | C. F. La Nucía             | 0                         | Valencia C. F.     | 4                 |                              |                              |  |                           |                          |                          |  |                       |                                                              |                                                              |                                                              |                                                              |  |                   |                                                  |                                                  |  |
|  | C. F. La Nucía             | 0                         |                    |                   |                              |                              |  |                           |                          |                          |  |                       |                                                              |                                                              |                                                              |                                                              |  |                   |                                                  |                                                  |  |
|  | Valencia C. F.             | 3                         |                    |                   |                              |                              |  |                           |                          |                          |  |                       |                                                              |                                                              |                                                              |                                                              |  |                   |                                                  |                                                  |  |
|  | Valencia C. F.             | 3                         |                    |                   |                              |                              |  | Valencia C. F.            | 1                        |                          |  |                       |                                                              |                                                              |                                                              |                                                              |  |                   |                                                  |                                                  |  |
|  |                            |                           |                    |                   |                              |                              |  | Valencia C. F.            | 1                        |                          |  |                       |                                                              |                                                              |                                                              |                                                              |  |                   |                                                  |                                                  |  |
|  |                            |                           | Athletic Club      | 3                 |                              |                              |  |                           |                          |                          |  |                       |                                                              |                                                              |                                                              |                                                              |  |                   |                                                  |                                                  |  |
|  | C. D. Eldense              | 1                         | Athletic Club      | 3                 |                              |                              |  |                           |                          |                          |  |                       |                                                              |                                                              |                                                              |                                                              |  |                   |                                                  |                                                  |  |
|  | C. D. Eldense              | 1                         |                    |                   |                              |                              |  |                           |                          |                          |  |                       |                                                              |                                                              |                                                              |                                                              |  |                   |                                                  |                                                  |  |
|  | Athletic Club              | 6                         |                    |                   |                              |                              |  |                           |                          |                          |  |                       |                                                              |                                                              |                                                              |                                                              |  |                   |                                                  |                                                  |  |
|  | Athletic Club              | 6                         |                    | Athletic Club     | 1                            |                              |  |                           |                          |                          |  |                       |                                                              |                                                              |                                                              |                                                              |  |                   |                                                  |                                                  |  |
|  |                            |                           |                    | Athletic Club     | 1                            |                              |  |                           |                          |                          |  |                       |                                                              |                                                              |                                                              |                                                              |  |                   |                                                  |                                                  |  |
|  |                            |                           | R. C. D. Espanyol  | 0                 |                              |                              |  |                           |                          |                          |  |                       |                                                              |                                                              |                                                              |                                                              |  |                   |                                                  |                                                  |  |
|  | R. C. D. Espanyol (t. s.)  | 3                         | R. C. D. Espanyol  | 0                 |                              |                              |  |                           |                          |                          |  |                       |                                                              |                                                              |                                                              |                                                              |  |                   |                                                  |                                                  |  |
|  | R. C. D. Espanyol (t. s.)  | 3                         |                    |                   |                              |                              |  |                           |                          |                          |  |                       |                                                              |                                                              |                                                              |                                                              |  |                   |                                                  |                                                  |  |
|  | R. C. Celta                | 1                         |                    |                   |                              |                              |  |                           |                          |                          |  |                       |                                                              |                                                              |                                                              |                                                              |  |                   |                                                  |                                                  |  |
|  | R. C. Celta                | 1                         |                    |                   |                              |                              |  |                           |                          |                          |  |                       |                                                              |                                                              |                                                              |                                                              |  |                   |                                                  |                                                  |  |
|  |                            |                           |                    |                   |                              |                              |  |                           |                          |                          |  |                       |                                                              |                                                              |                                                              |                                                              |  |                   |                                                  |                                                  |  |

### Dieciseisavos de final

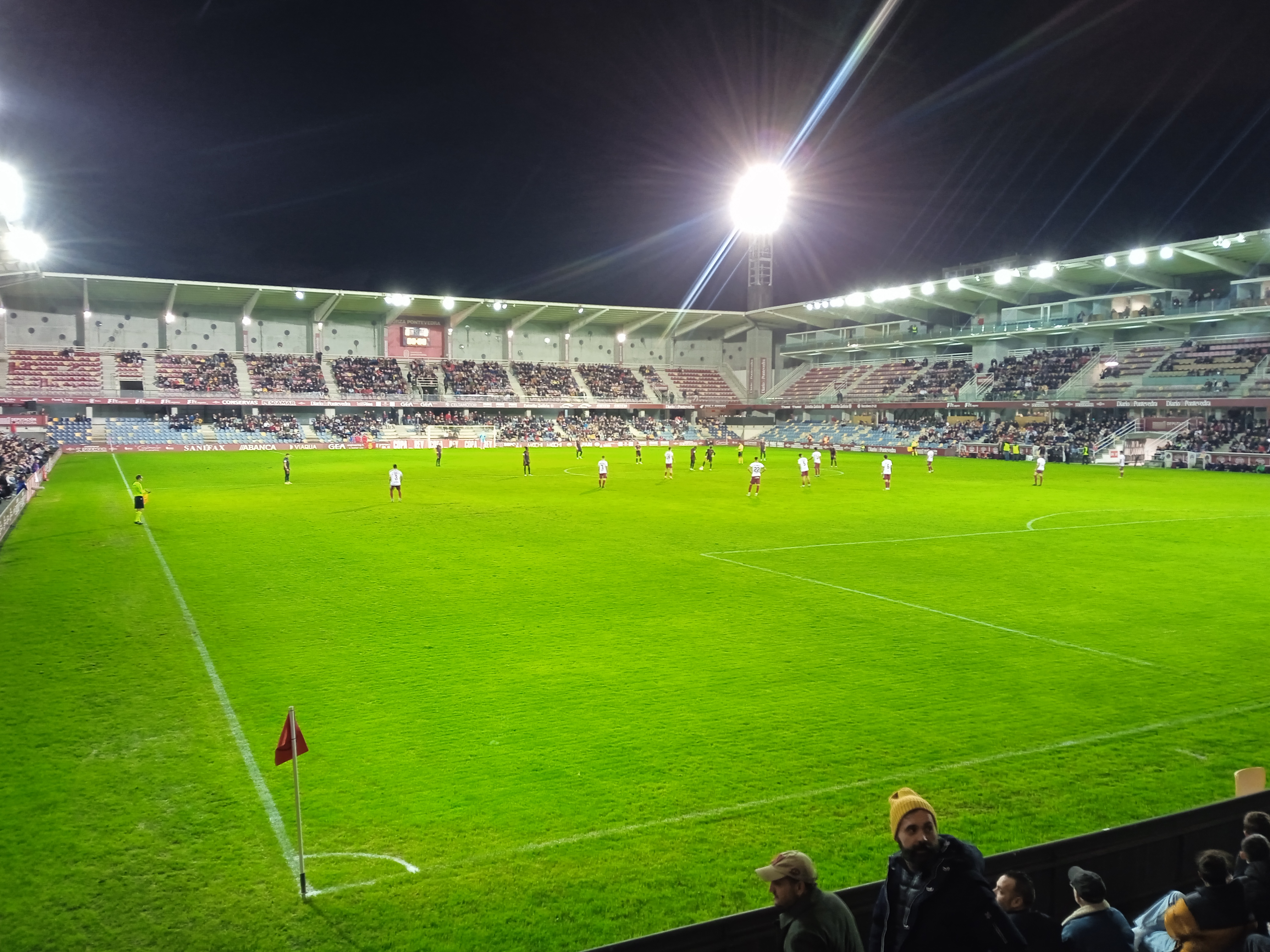
Pontevedra CF - RCD Mallorca.

Esta ronda la disputaron un total de 32 equipos correspondientes cada uno de ellos a: 13 equipos de primera división, 5 equipos de segunda división, 8 equipos de Primera Federación, 2 equipos de Segunda Federación y se incluye a los cuatro participantes de la Supercopa. Se jugaron un total de 16 partidos, los días 3, 4 y 5 de enero de 2023. El sorteo tuvo lugar el 23 de diciembre de 2022. Los ganadores de esta eliminatoria accedieron a la siguiente ronda de Octavos de final.
| Local                      | Resultado   | Visitante             |
| -------------------------- | ----------- | --------------------- |
| R. C. D. Espanyol          | 3–1 (t. s.) | R. C. Celta           |
| C. F. La Nucía             | 0–3         | Valencia C. F.        |
| F. C. Cartagena            | 1–5         | Villarreal C. F.      |
| C. P. Cacereño             | 0–1         | Real Madrid C. F.     |
| A. D. Ceuta F. C.          | 1–0         | Elche C. F.           |
| Real Sporting de Gijón     | 2–0         | Rayo Vallecano        |
| Levante U. D.              | 3–2         | Getafe C. F.          |
| Linares Deportivo          | 0–5         | Sevilla F. C.         |
| U. D. Logroñés             | 0–1         | Real Sociedad         |
| Pontevedra C. F.           | 0–2 (t. s.) | R. C. D. Mallorca     |
| Real Oviedo                | 0–2         | Atlético de Madrid    |
| C. F. Intercity            | 3–4 (t. s.) | F. C. Barcelona       |
| Deportivo Alavés           | 1–0         | Real Valladolid C. F. |
| C. D. Ibiza Islas Pitiusas | 1–4         | Real Betis            |
| C. Gimnàstic de Tarragona  | 1–2 (t. s.) | C. A. Osasuna         |
| C. D. Eldense              | 1–6         | Athletic Club         |

### Octavos de final
Esta ronda la disputaron un total de 16 equipos correspondientes cada uno de ellos a: 12 equipos de primera división, 3 equipos de segunda división, y uno de Primera Federación. Se jugaron un total de 8 partidos, los días 17, 18 y 19 de enero de 2023. El sorteo se realizó el 7 de enero de 2023. Los ganadores de esta eliminatoria accedieron a la siguiente ronda de Cuartos de final.
| Local             | Resultado      | Visitante          |
| ----------------- | -------------- | ------------------ |
| A. D. Ceuta F. C. | 0–5            | F. C. Barcelona    |
| Levante U. D.     | 0–2            | Atlético de Madrid |
| Sporting de Gijón | 0–4            | Valencia C. F.     |
| Deportivo Alavés  | 0–1            | Sevilla F. C.      |
| Real Betis        | 2–2 (2:4 pen.) | C. A. Osasuna      |
| Villarreal C. F.  | 2–3            | Real Madrid C. F.  |
| Real Sociedad     | 1–0            | R. C. D. Mallorca  |
| Athletic Club     | 1–0            | R. C. D. Espanyol  |

### Cuartos de final
Esta ronda la disputaron un total de 8 equipos correspondientes todos ellos a la Primera división. Se jugaron un total de 4 partidos, los días 25 y 26 de enero de 2023. El sorteo se realizó el 20 de enero de 2023. Los ganadores de esta eliminatoria accedieron a la siguiente ronda de Semifinales.
| Local             | Resultado   | Visitante          |
| ----------------- | ----------- | ------------------ |
| Real Madrid C. F. | 3–1 (t. s.) | Atlético de Madrid |
| C. A. Osasuna     | 2–1 (t. s.) | Sevilla F. C.      |
| Valencia C. F.    | 1–3         | Athletic Club      |
| F. C. Barcelona   | 1–0         | Real Sociedad      |

### Semifinales
Esta ronda la disputaron un total de 4 equipos correspondientes todos ellos a la Primera división. Se jugaron un total de 4 partidos; 2 de ida y otros 2 de vuelta. El sorteo se realizó el 30 de enero de 2023. Debido a la participación del Real Madrid C. F. en la Copa Mundial de Clubes de la FIFA, las idas se disputaron el 1 y 2 de marzo, y las vueltas se disputaron el 4 y el 5 de abril. Los ganadores de esta eliminatoria accederán a la Final. Y los dos clubes finalistas obtendrán el derecho a intervenir en el torneo de Supercopa de España.
| Equipo 1          | Agr.        | Equipo 2        | Ida | Vuelta |
| ----------------- | ----------- | --------------- | --- | ------ |
| C. A. Osasuna     | 2–1 (t. s.) | Athletic Club   | 1–0 | 1–1    |
| Real Madrid C. F. | 4–1         | F. C. Barcelona | 0–1 | 4–0    |

### Final
La final la disputaron los 2 ganadores de las semifinales y se jugó el 6 de mayo de 2023 en el Estadio La Cartuja en Sevilla.
| 1     | POR   | Thibaut Courtois    |     |
| 2     | DEF   | Dani Carvajal       |     |
| 3     | DEF   | Éder Militão        |     |
| 4     | DEF   | David Alaba         |     |
| 12    | DEF   | Eduardo Camavinga   |     |
| 18    | MED   | Aurélien Tchouaméni | 69' |
| 15    | MED   | Federico Valverde   |     |
| 8     | MED   | Toni Kroos          | 82' |
| 21    | DEL   | Rodrygo             | 89' |
| 20    | DEL   | Vinícius Júnior     |     |
| 9     | DEL   | Karim Benzema       |     |
| D. T. | D. T. | Carlo Ancelotti     |     |

| 1     | POR   | Sergio Herrera    |     |
| 15    | DEF   | Rubén Peña        | 75' |
| 23    | DEF   | Aridane Hernández |     |
| 5     | DEF   | David García      |     |
| 3     | DEF   | Juan Cruz         |     |
| 6     | MED   | Lucas Torró       | 86' |
| 7     | MED   | Jon Moncayola     |     |
| 22    | MED   | Aimar Oroz        |     |
| 16    | DEL   | Moi Gómez         | 86' |
| 12    | DEL   | Ez Abde           | 75' |
| 17    | DEL   | Ante Budimir      | 70' |
| D. T. | D. T. | Jagoba Arrasate   |     |

| 22 | DEF | Antonio Rüdiger | 69' |
| 10 | MED | Luka Modrić     | 82' |
| 11 | DEL | Marco Asensio   | 89' |

| 9  | DEL | Ezequiel Ávila | 70' |
| 11 | MED | Kike Barja     | 75' |
| 14 | MED | Rubén García   | 75' |
| 19 | MED | Pablo Ibáñez   | 86' |
| 18 | DEL | Kike García    | 86' |

| 2' · 70' | Rodrygo | 1:0 2:1 |

| 58' | Lucas Torró | 1:1 |

| 41' · 45' · 75' · 90' · 90+4' | Éder Militão Vinícius Júnior Eduardo Camavinga Federico Valverde Thibaut Courtois |

| 21' · 37' · 83' · 90+4' | Jon Moncayola David García Kike Barja Pablo Ibáñez |

| Principal  | Sánchez Martínez  |
| Asistentes | Cabañero Martínez |
|            | Naranjo Pérez     |
| Cuarto     | Martínez Munuera  |
| Quinto     | López Mir         |

| VAR            | Jaime Latre     |
| Asistentes VAR | Barbero Sevilla |

|                    |     |     |
| Tiros              | 17  | 15  |
| Tiros a puerta     | 3   | 5   |
| Faltas             | 14  | 11  |
| Saques de esquina  | 6   | 3   |
| Fueras de juego    | 1   | 0   |
| Posesión del balón | 59% | 41% |

| Alineación inicial |

| 1     | POR   | Thibaut Courtois    |     |
| 2     | DEF   | Dani Carvajal       |     |
| 3     | DEF   | Éder Militão        |     |
| 4     | DEF   | David Alaba         |     |
| 12    | DEF   | Eduardo Camavinga   |     |
| 18    | MED   | Aurélien Tchouaméni | 69' |
| 15    | MED   | Federico Valverde   |     |
| 8     | MED   | Toni Kroos          | 82' |
| 21    | DEL   | Rodrygo             | 89' |
| 20    | DEL   | Vinícius Júnior     |     |
| 9     | DEL   | Karim Benzema       |     |
| D. T. | D. T. | Carlo Ancelotti     |     |

| 1     | POR   | Sergio Herrera    |     |
| 15    | DEF   | Rubén Peña        | 75' |
| 23    | DEF   | Aridane Hernández |     |
| 5     | DEF   | David García      |     |
| 3     | DEF   | Juan Cruz         |     |
| 6     | MED   | Lucas Torró       | 86' |
| 7     | MED   | Jon Moncayola     |     |
| 22    | MED   | Aimar Oroz        |     |
| 16    | DEL   | Moi Gómez         | 86' |
| 12    | DEL   | Ez Abde           | 75' |
| 17    | DEL   | Ante Budimir      | 70' |
| D. T. | D. T. | Jagoba Arrasate   |     |

| 22 | DEF | Antonio Rüdiger | 69' |
| 10 | MED | Luka Modrić     | 82' |
| 11 | DEL | Marco Asensio   | 89' |

| 9  | DEL | Ezequiel Ávila | 70' |
| 11 | MED | Kike Barja     | 75' |
| 14 | MED | Rubén García   | 75' |
| 19 | MED | Pablo Ibáñez   | 86' |
| 18 | DEL | Kike García    | 86' |

| 2' · 70' | Rodrygo | 1:0 2:1 |

| 58' | Lucas Torró | 1:1 |

| 41' · 45' · 75' · 90' · 90+4' | Éder Militão Vinícius Júnior Eduardo Camavinga Federico Valverde Thibaut Courtois |

| 21' · 37' · 83' · 90+4' | Jon Moncayola David García Kike Barja Pablo Ibáñez |

| Principal  | Sánchez Martínez  |
| Asistentes | Cabañero Martínez |
|            | Naranjo Pérez     |
| Cuarto     | Martínez Munuera  |
| Quinto     | López Mir         |

| VAR            | Jaime Latre     |
| Asistentes VAR | Barbero Sevilla |

|                    |     |     |
| Tiros              | 17  | 15  |
| Tiros a puerta     | 3   | 5   |
| Faltas             | 14  | 11  |
| Saques de esquina  | 6   | 3   |
| Fueras de juego    | 1   | 0   |
| Posesión del balón | 59% | 41% |

| Alineación inicial |

| 1     | POR   | Thibaut Courtois    |     |
| 2     | DEF   | Dani Carvajal       |     |
| 3     | DEF   | Éder Militão        |     |
| 4     | DEF   | David Alaba         |     |
| 12    | DEF   | Eduardo Camavinga   |     |
| 18    | MED   | Aurélien Tchouaméni | 69' |
| 15    | MED   | Federico Valverde   |     |
| 8     | MED   | Toni Kroos          | 82' |
| 21    | DEL   | Rodrygo             | 89' |
| 20    | DEL   | Vinícius Júnior     |     |
| 9     | DEL   | Karim Benzema       |     |
| D. T. | D. T. | Carlo Ancelotti     |     |

| 1     | POR   | Sergio Herrera    |     |
| 15    | DEF   | Rubén Peña        | 75' |
| 23    | DEF   | Aridane Hernández |     |
| 5     | DEF   | David García      |     |
| 3     | DEF   | Juan Cruz         |     |
| 6     | MED   | Lucas Torró       | 86' |
| 7     | MED   | Jon Moncayola     |     |
| 22    | MED   | Aimar Oroz        |     |
| 16    | DEL   | Moi Gómez         | 86' |
| 12    | DEL   | Ez Abde           | 75' |
| 17    | DEL   | Ante Budimir      | 70' |
| D. T. | D. T. | Jagoba Arrasate   |     |

| 22 | DEF | Antonio Rüdiger | 69' |
| 10 | MED | Luka Modrić     | 82' |
| 11 | DEL | Marco Asensio   | 89' |

| 9  | DEL | Ezequiel Ávila | 70' |
| 11 | MED | Kike Barja     | 75' |
| 14 | MED | Rubén García   | 75' |
| 19 | MED | Pablo Ibáñez   | 86' |
| 18 | DEL | Kike García    | 86' |

| 2' · 70' | Rodrygo | 1:0 2:1 |

| 58' | Lucas Torró | 1:1 |

| 41' · 45' · 75' · 90' · 90+4' | Éder Militão Vinícius Júnior Eduardo Camavinga Federico Valverde Thibaut Courtois |

| 21' · 37' · 83' · 90+4' | Jon Moncayola David García Kike Barja Pablo Ibáñez |

| Principal  | Sánchez Martínez  |
| Asistentes | Cabañero Martínez |
|            | Naranjo Pérez     |
| Cuarto     | Martínez Munuera  |
| Quinto     | López Mir         |

| VAR            | Jaime Latre     |
| Asistentes VAR | Barbero Sevilla |

|                    |     |     |
| Tiros              | 17  | 15  |
| Tiros a puerta     | 3   | 5   |
| Faltas             | 14  | 11  |
| Saques de esquina  | 6   | 3   |
| Fueras de juego    | 1   | 0   |
| Posesión del balón | 59% | 41% |

| Alineación inicial |

| 1     | POR   | Thibaut Courtois    |     |
| 2     | DEF   | Dani Carvajal       |     |
| 3     | DEF   | Éder Militão        |     |
| 4     | DEF   | David Alaba         |     |
| 12    | DEF   | Eduardo Camavinga   |     |
| 18    | MED   | Aurélien Tchouaméni | 69' |
| 15    | MED   | Federico Valverde   |     |
| 8     | MED   | Toni Kroos          | 82' |
| 21    | DEL   | Rodrygo             | 89' |
| 20    | DEL   | Vinícius Júnior     |     |
| 9     | DEL   | Karim Benzema       |     |
| D. T. | D. T. | Carlo Ancelotti     |     |

| 1     | POR   | Sergio Herrera    |     |
| 15    | DEF   | Rubén Peña        | 75' |
| 23    | DEF   | Aridane Hernández |     |
| 5     | DEF   | David García      |     |
| 3     | DEF   | Juan Cruz         |     |
| 6     | MED   | Lucas Torró       | 86' |
| 7     | MED   | Jon Moncayola     |     |
| 22    | MED   | Aimar Oroz        |     |
| 16    | DEL   | Moi Gómez         | 86' |
| 12    | DEL   | Ez Abde           | 75' |
| 17    | DEL   | Ante Budimir      | 70' |
| D. T. | D. T. | Jagoba Arrasate   |     |

| 22 | DEF | Antonio Rüdiger | 69' |
| 10 | MED | Luka Modrić     | 82' |
| 11 | DEL | Marco Asensio   | 89' |

| 9  | DEL | Ezequiel Ávila | 70' |
| 11 | MED | Kike Barja     | 75' |
| 14 | MED | Rubén García   | 75' |
| 19 | MED | Pablo Ibáñez   | 86' |
| 18 | DEL | Kike García    | 86' |

| 2' · 70' | Rodrygo | 1:0 2:1 |

| 58' | Lucas Torró | 1:1 |

| 41' · 45' · 75' · 90' · 90+4' | Éder Militão Vinícius Júnior Eduardo Camavinga Federico Valverde Thibaut Courtois |

| 21' · 37' · 83' · 90+4' | Jon Moncayola David García Kike Barja Pablo Ibáñez |

| Principal  | Sánchez Martínez  |
| Asistentes | Cabañero Martínez |
|            | Naranjo Pérez     |
| Cuarto     | Martínez Munuera  |
| Quinto     | López Mir         |

| VAR            | Jaime Latre     |
| Asistentes VAR | Barbero Sevilla |

|                    |     |     |
| Tiros              | 17  | 15  |
| Tiros a puerta     | 3   | 5   |
| Faltas             | 14  | 11  |
| Saques de esquina  | 6   | 3   |
| Fueras de juego    | 1   | 0   |
| Posesión del balón | 59% | 41% |

| Alineación inicial |

|                           |
|                           |
| Campeón Real Madrid C. F. |
| 20.° título               |